# Крестовое (Белгородская область)
Крестовое — хутор в Белгородском районе Белгородской области России. Входит в состав Малиновского сельского поселения.

## География
Хутор расположен недалеко от районного центра — Майского.

## История
Местность у хутора, как и во во всех окрестностях Белгорода, в годы Великой Отечественной была оккупирована фашистами.  
В окрестностях хутора шли кровопролитные бои; находится Могила советских солдат 1943 года.

## Население
| 2002 | 2010 |
| ---- | ---- |
| 0    | ↗3   |

## Инфраструктура
Личное подсобное хозяйство с зоной сельскохозяйственного использования, индивидуальная застройка усадебного типа.
Основа экономики — сельское хозяйство.

## Транспорт
Хутор доступен автотранспортом по подъездной дороге с федеральной автотрассы М2 Крым.